# Nobody (2021)
Nobody ist ein US-amerikanischer Action-Thriller des Regisseurs Ilja Naischuller.

## Handlung
Hutch Mansell ist ein scheinbar gewöhnlicher Mann. Er hat zwei Kinder mit seiner Frau Rebecca und einen Job als Büroangestellter in der Metallbearbeitungsfirma seines Schwiegervaters Eddie. Die Langeweile in seinem Leben nagt langsam an ihm, er und seine Frau waren seit Jahren nicht mehr intim und sein jugendlicher Sohn Blake beachtet ihn kaum. Nur seine Tochter Abby zeigt ihm Zuneigung.
Eines Nachts bricht ein Paar in sein Haus ein; sie verlangen mit vorgehaltener Waffe Geld. Hutch gibt ihnen seine Uhr, aber als sie versuchen zu gehen, greift sein Sohn Blake einen der Einbrecher an. Trotz einer Gelegenheit, sie mit einem Golfschläger anzugreifen, lässt Hutch die Einbrecher davonkommen. Seinem Halbbruder Harry erzählt er, dass er keinen Grund gesehen habe, einzugreifen, da er aufgrund der nicht geladenen Waffe der Einbrecher davon ausgegangen sei, dass diese seiner Familie keinen Schaden zufügen wollten.
Als er wenig später von der Arbeit nach Hause kommt, bittet seine Tochter ihn um Hilfe bei der Suche nach ihrem Armband, von dem Hutch glaubt, dass die Diebe es genommen hätten. Dies veranlasst ihn dazu, sich das alte FBI-Abzeichen und die Waffe seines Vaters zu nehmen, um die Einbrecher aufzuspüren. Er lauert den Einbrechern in ihrer Wohnung auf, aber als er feststellt, dass diese ihn ausgeraubt hatten, um die medizinische Behandlung ihres kranken Babys zu finanzieren, lässt er sie gewähren. Er steigt in einen Bus, der von einer pöbelnden Bande Betrunkener angehalten wird. In seiner Frustration lässt sich Hutch mit diesen auf eine brutale Schlägerei ein.
Über seinen Halbbruder Harry gelangt Hutch zu einem Mann, der ihm Informationen über die Bandenmitglieder liefert: Einer der von Hutch niedergeschlagenen Gangster ist der jüngere Bruder eines berüchtigten Mobsters namens Yulian. Obwohl Yulian seinen jüngeren Bruder verachtet, fühlt er sich verpflichtet, die Gewalttat zu rächen und schickt einige Bandenmitglieder zu Hutchs Haus. Hutch kann seine Familie rechtzeitig im Keller verstecken und die meisten Angreifer töten. Mit einem Taser wird er kampfunfähig gemacht und von den drei überlebenden Mobstern entführt. Es gelingt ihm jedoch, sich zu befreien und die restlichen Bandenmitglieder zu töten. Hutch fordert seine Frau auf, mit den Kindern zu fliehen und brennt anschließend sein Haus nieder, um Beweise zu vernichten.
Schließlich stellt sich heraus, dass Hutch in seinem früheren Leben ein Auftragsmörder der US-Geheimdienste war (hier Revisor genannt). Er erledigte seine Arbeit gewissenhaft, bis er eines Tages einen Mann verschonte, den er eigentlich wegen Unterschlagung von Geldern der US-Regierung töten sollte und der schwor, nie wieder kriminell zu werden. Als Hutch ein Jahr später jenen Mann aufsuchte, da er davon ausging, dass sich dieser wieder kriminellen Machenschaften widmete, stellte er fest, dass dieser sich ein ehrliches Leben mit Familie aufgebaut hatte. Hutch war neidisch auf den Mann, der ein geruhsames und angstfreies Leben zu führen schien. Hutch teilte danach seinen Auftraggebern mit, dass er aussteigen und sich zur Ruhe setzen wolle, diese zweifelten aber daran, dass er das ereignislose Leben eines Durchschnittsbürgers führen könnte. Hutch baute sich in der Folge ein neues Leben auf und gründete eine Familie. Fortan versuchte er jede Erinnerung an sein altes Leben zu vermeiden.
Nachdem Hutch mit einer Sammlung verschiedener Goldbarren die Firma seines Schwiegervaters kauft, um sich mit selbstgebauten Waffen und Fallen auszustatten, fährt er zum Mobster Yulian und verbrennt dessen Kunstsammlung und palettenweise Schwarzgeld, das Yulian für die verschiedenen Gruppen der russischen Mafia verwaltet, den sogenannten Obshchak. Danach besuchte er Yulian in dessen eigenem Karaokerestaurant und sieht sich einen Auftritt von Yulian an, während er isst. Als Yulian zu ihm kommt, und mit ihm redet, während seine Leibwächter auf den Kopf von Hutch zielen, hebt Hutch eine Serviette hoch, unter der eine Sprengfalle versteckt ist. Den Auslöser hat er sich an einen Finger gebunden. Yulian schickt auf Befehl Hutchs seine Leibwächter weg und Hutch zeigt Yulian zwei Optionen auf: Flucht oder Revanche. Yulian entscheidet sich für Letzteres: Er lässt Hutch durch die verbliebenen Gangmitglieder verfolgen und nimmt selbst die Verfolgung auf. In der Fabrik kommt es zum blutigen Showdown, wobei Hutch von seinem Vater und Halbbruder unterstützt wird, und aufgrund der von ihm gebauten Fallen den Kampf für sich entscheiden kann. Sein Bruder wurde dabei aber von Yulian verletzt.
Drei Monate später besichtigen Hutch und seine Frau ein wunderschönes Haus. Als sie über das Handy der Maklerin einen mysteriösen Anruf erhalten, fragen Hutch und Rebecca aus einem Mund, ob das Haus auch einen Keller habe.
In einer Mid-Credit-Szene sieht man Harry und seinen Vater in einem Wohnmobil fahren und über die vergangenen Ereignisse sprechen. Als dieser fragt, ob man nicht einen Flieger hätte nehmen können, antwortet Harry lakonisch „Mit dem Gepäck?“. Sie drehen sich um und man sieht, dass der Wagen mit unzähligen Waffen vollgestopft ist.

## Produktion
Im Januar 2018 wurde bekannt, dass Bob Odenkirk der Besetzung des Films angehören und auch als Produzent fungieren würde. Die Rechte lagen zunächst bei STX Entertainment, bevor Universal Pictures im April 2019 die Vertriebsrechte für den Film erwarb. Die Dreharbeiten begannen im September 2019. Im Oktober 2019 stießen Connie Nielsen und Christopher Lloyd zur Besetzung.
Die Filmmusik komponierte David Buckley. Am 19. März 2021 veröffentlichte Back Lot Music das Soundtrack-Album mit insgesamt zehn Musikstücken als Download.

## Synchronisation
Die deutschsprachige Synchronisation entstand bei der FFS Film- & Fernseh-Synchron GmbH in Berlin nach einem Dialogbuch von Sven Hasper, der auch Dialogregie führte.
| Rollenname       | Schauspieler       | Synchronsprecher     |
| ---------------- | ------------------ | -------------------- |
| Hutch Mansell    | Bob Odenkirk       | Michael Pan          |
| Rebecca Mansell  | Connie Nielsen     | Melanie Pukaß        |
| David Mansell    | Christopher Lloyd  | Lutz Mackensy        |
| Eddie Williams   | Michael Ironside   | Reinhard Scheunemann |
| der Friseur      | Colin Salmon       | Oliver Stritzel      |
| Harry Mansell    | RZA                | Matti Klemm          |
| Blake Mansell    | Gage Munroe        | Finn Posthumus       |
| Yulian Kuznetsov | Alexei Serebrjakow | Grigory Kofman       |

## Veröffentlichung
Die Veröffentlichung in den USA war ursprünglich für den August 2020 durch Universal Pictures angekündigt, wurde jedoch im Januar 2021 aufgrund der COVID-19-Pandemie auf den 2. April 2021 verschoben und im darauffolgenden Monat auf den 26. März 2021 vorverlegt. In Deutschland wurde der Film zunächst für den 13. Mai, später für den 24. Juni und schließlich für den 1. Juli 2021 angekündigt.

## Bewertung
Laut Rotten Tomatoes bekam der Film bei 285 Kritiken eine Zustimmungsrate von 84 %, während mehr als 2500 Benutzer jener Website dem Film eine Zustimmungsrate von durchschnittlich 94 % gaben.

## Fortsetzung
Die Fortsetzung Nobody 2 wurde unter der Regie von Timo Tjahjanto im August 2025 veröffentlicht.